# Куценко, Иван Иванович
Иван Иванович Куценко (1913—1945) — участник Великой Отечественной войны, заместитель командира 342-го стрелкового полка (136-я стрелковая дивизия, 70-я армия, 2-й Белорусский фронт), капитан. Герой Советского Союза (1945).

## Биография
Родился в 1913 году в селе Торговое Области Войска Донского, ныне Заветинского pайона Ростовской области. Русский.
Образование начальное среднее. Работал в совхозе.
В Красной Армии в 1935—1939 годах и с июля 1941 года. Окончил курсы «Выстрел». Член ВКП(б) с 1940 года.
На фронте Великой Отечественной войны — с октября 1941 года. Заместитель командира 342-го Новогеоргиевского стрелкового полка (136-я Киевская Краснознамённая ордена Богдана Хмельницкого стрелковая дивизия, 47-й стрелковый корпус, 70-я армия, 2-й Белорусский фронт) капитан И. И. Куценко в боях по уничтожению окружённой группировки 25-28 марта 1945 года возглавлял атаки подразделений полка. В числе первых форсировал рукав Вислы, руководил захватом плацдарма.
Погиб в бою в рукопашной схватке с врагом 28 марта.
Указом Президиума Верховного Совета СССР от 29 июня 1945 года за образцовое выполнение боевых заданий командования на фронте борьбы с немецкими захватчиками и проявленные при этом отвагу и геройство капитану Куценко Ивану Ивановичу присвоено звание Героя Советского Союза посмертно.
Похоронен в городе Сопот (Гданьское воеводство, Польша).

## Награды
- Медаль «Золотая Звезда» Героя Советского Союза (29.06.1945, посмертно);
- орден Ленина (29.06.1945);
- орден Красного Знамени (07.08.1944);
- орден Красной Звезды (02.03.1944);
- орден Кутузова III степени (10.02.1945);
- орден Александра Невского (11.11.1944);
- медали.

## Память
- Именем Героя названа одна из улиц села Заветное.